# Hải Hòa, Hải Hậu
Hải Hòa là một xã thuộc huyện Hải Hậu, tỉnh Nam Định, Việt Nam.
Xã Hải Hòa có diện tích 8,76 km², dân số năm 2022 là 9.837 người, mật độ dân số đạt 1.122 người/km².